# 圣卢贝尔
圣卢贝尔（法語：Saint-Loubert，法語發音：[sɛ̃ lubɛʁ]）是法国吉伦特省的一个市镇，属于朗贡区。

## 地理
圣卢贝尔（44°33'30"N, 0°10'4"W）面积2.11 平方千米，位于法国新阿基坦大区吉倫特省，该省份为法国西南部沿海省份，是法國本土面积最大的省，北起滨海夏朗德省，西临大西洋，南至朗德省，东南接洛特-加龍省，东临多爾多涅省。
与圣卢贝尔接壤的市镇（或旧市镇、城区）包括：比约雅克、圣帕尔东德孔克。

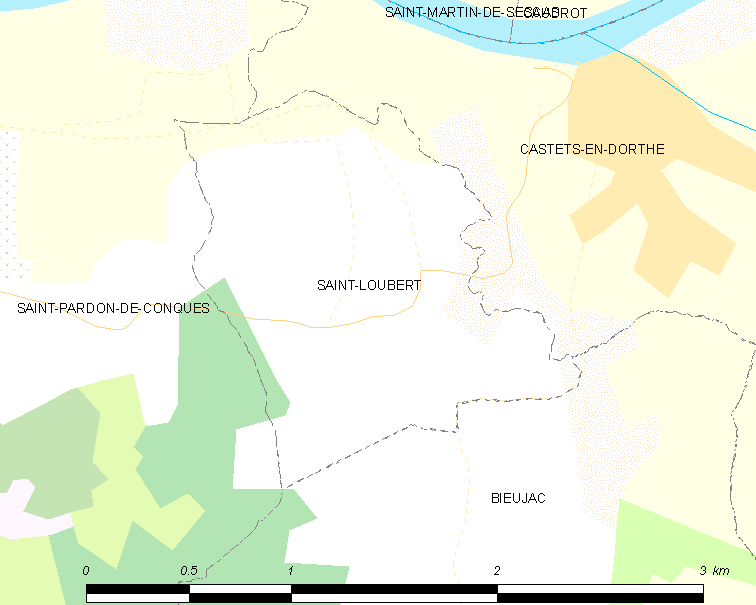
圣卢贝尔的OSM定位图

圣卢贝尔的时区为UTC+01:00、UTC+02:00（夏令时）。

## 行政
圣卢贝尔的邮政编码为33210，INSEE市镇编码为33432。

## 政治
圣卢贝尔所属的省级选区为南吉伦特县。

## 人口

1962-2008年间圣卢贝尔人口变化图示

圣卢贝尔于2022年1月1日时的人口数量为230人。